# Mesochorus inaequidens
Mesochorus inaequidens är en stekelart som beskrevs av Dasch 1971. Mesochorus inaequidens ingår i släktet Mesochorus och familjen brokparasitsteklar. Inga underarter finns listade i Catalogue of Life.